# گوکیو ری
گوکیو ری (به لاتین: Gokyo Ri) یک کوه در نپال است که در Khumbu, Nepal واقع شده‌است. گوکیو ری ۵٬۳۵۷ متر بالاتر از سطح دریا واقع شده‌است.

## جستارهای وابسته

گوکیو ری- Gokyo Ri
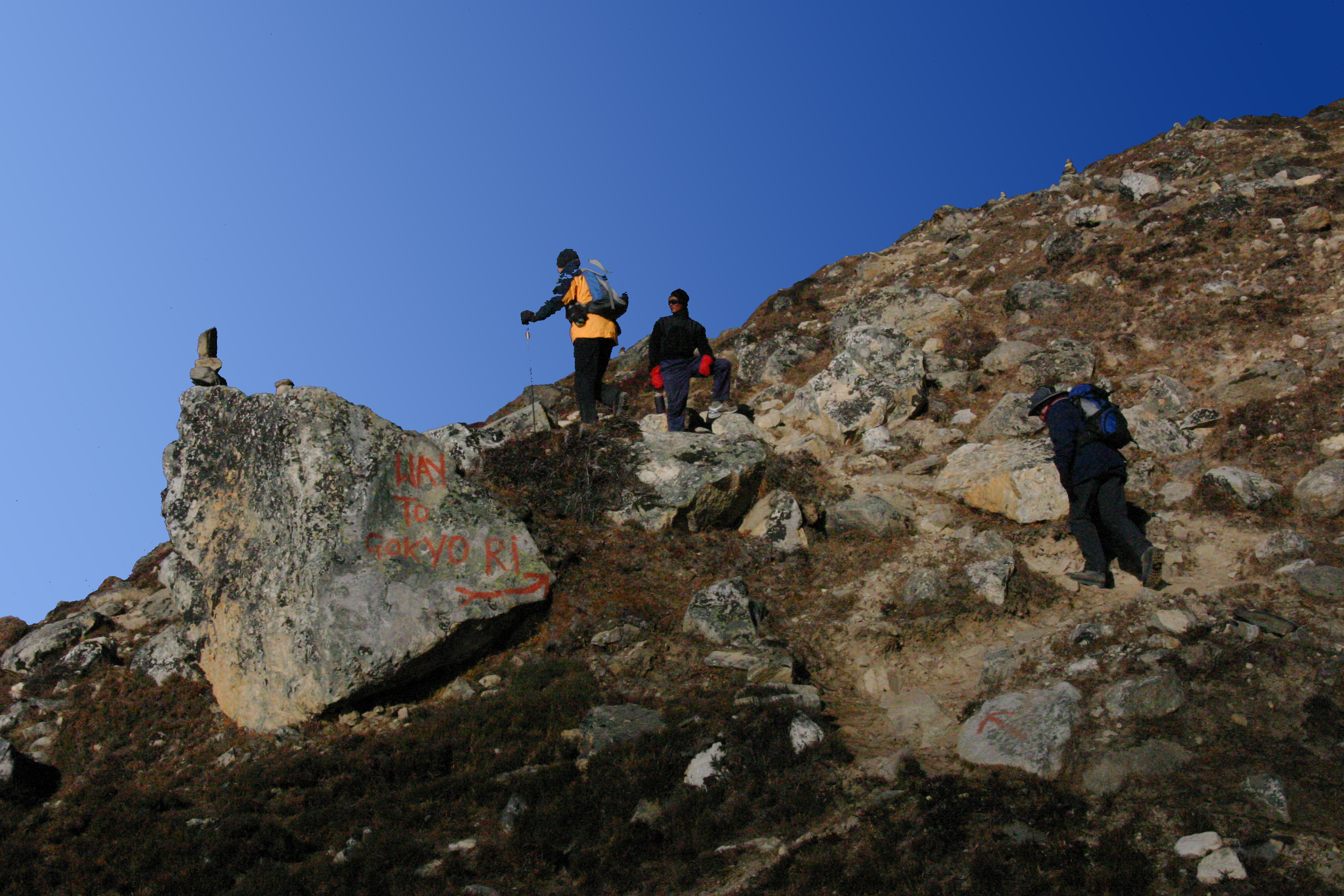
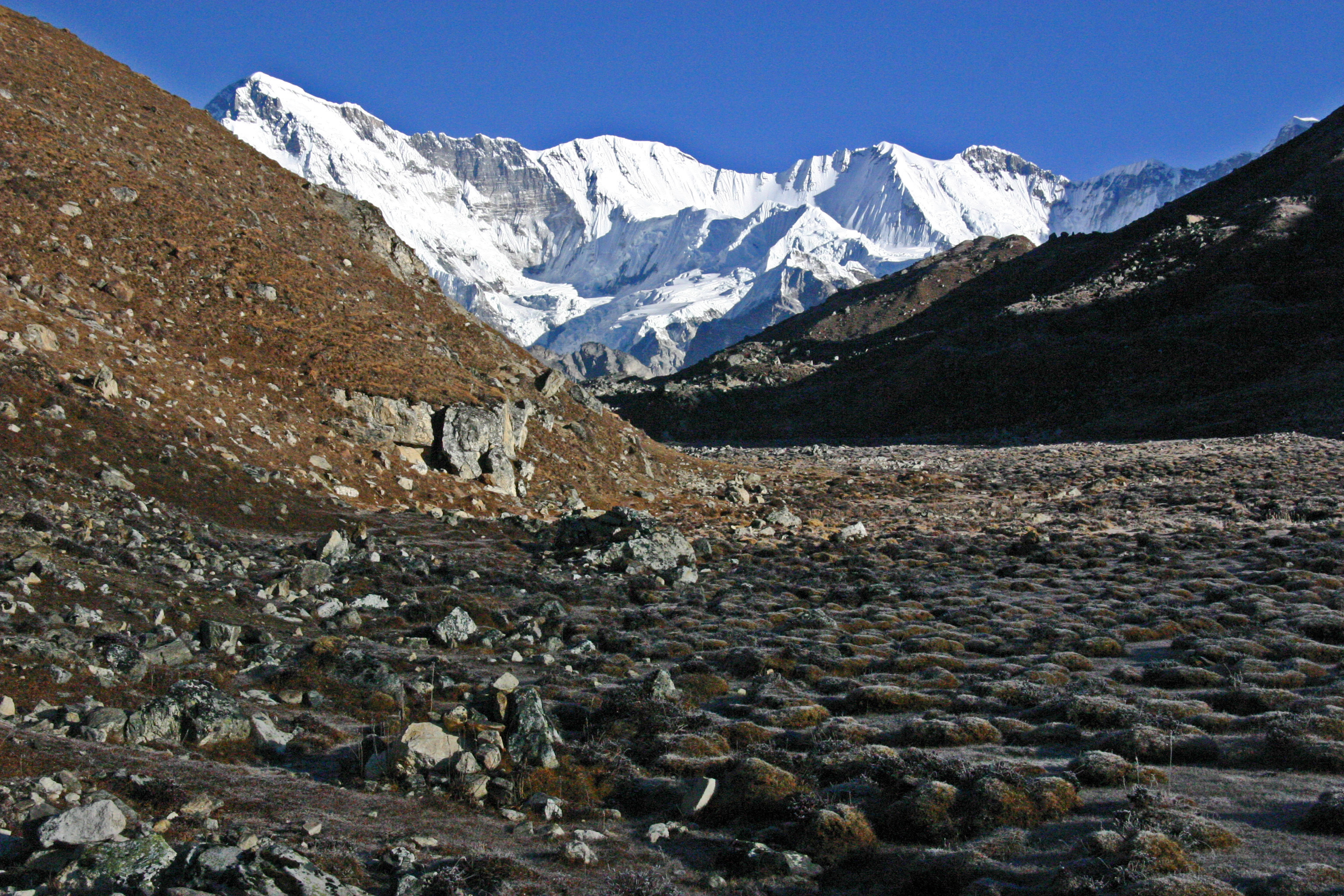
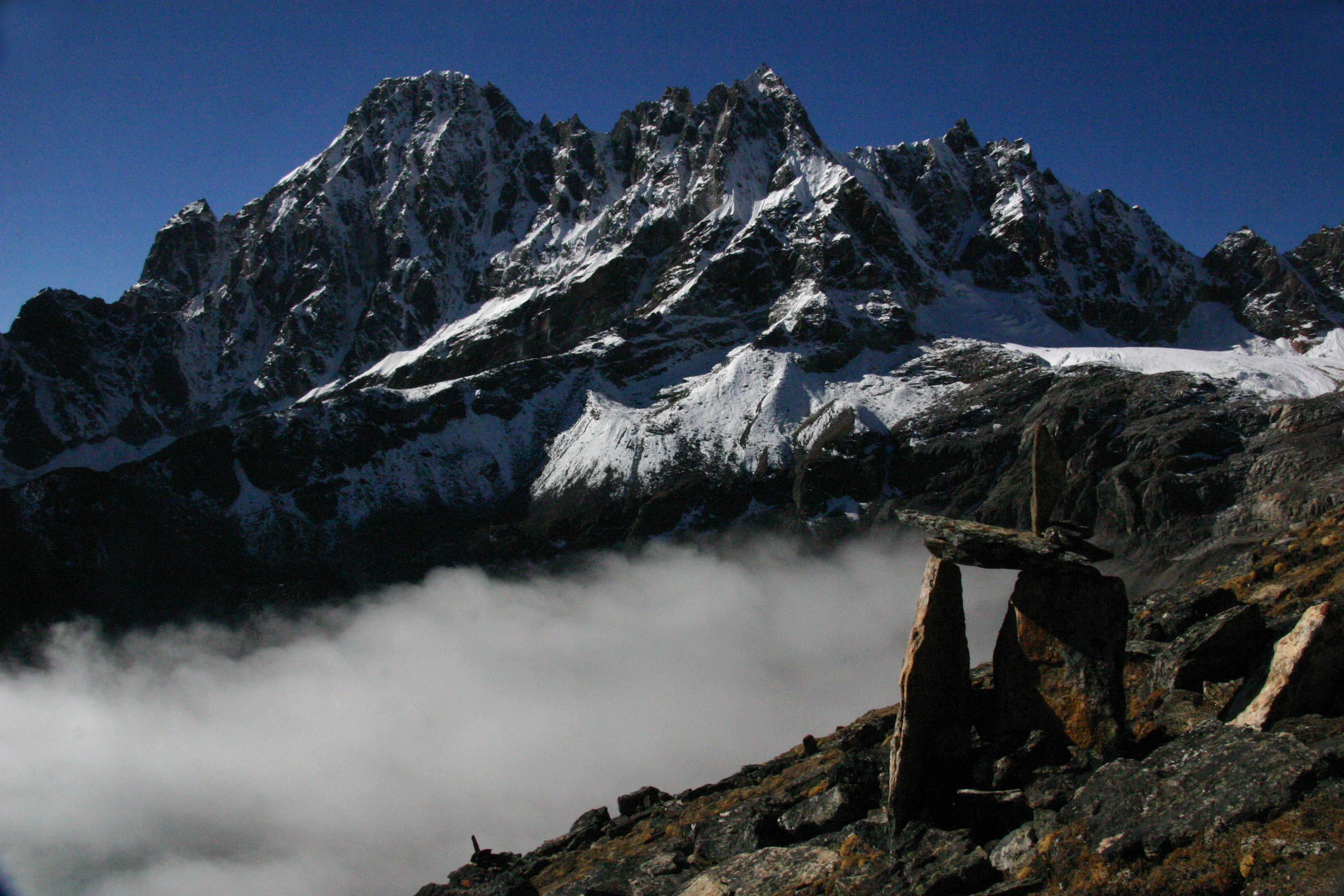
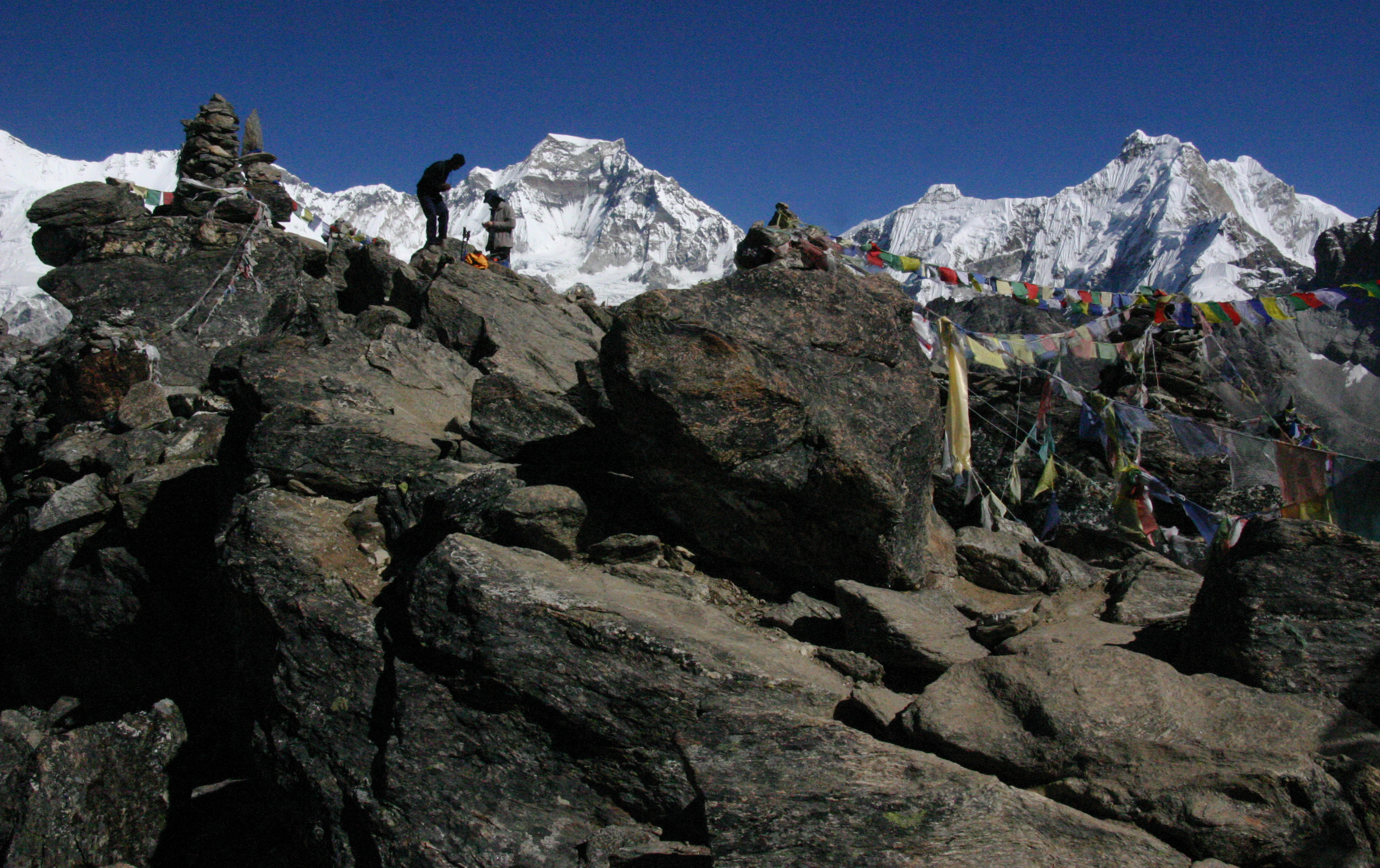
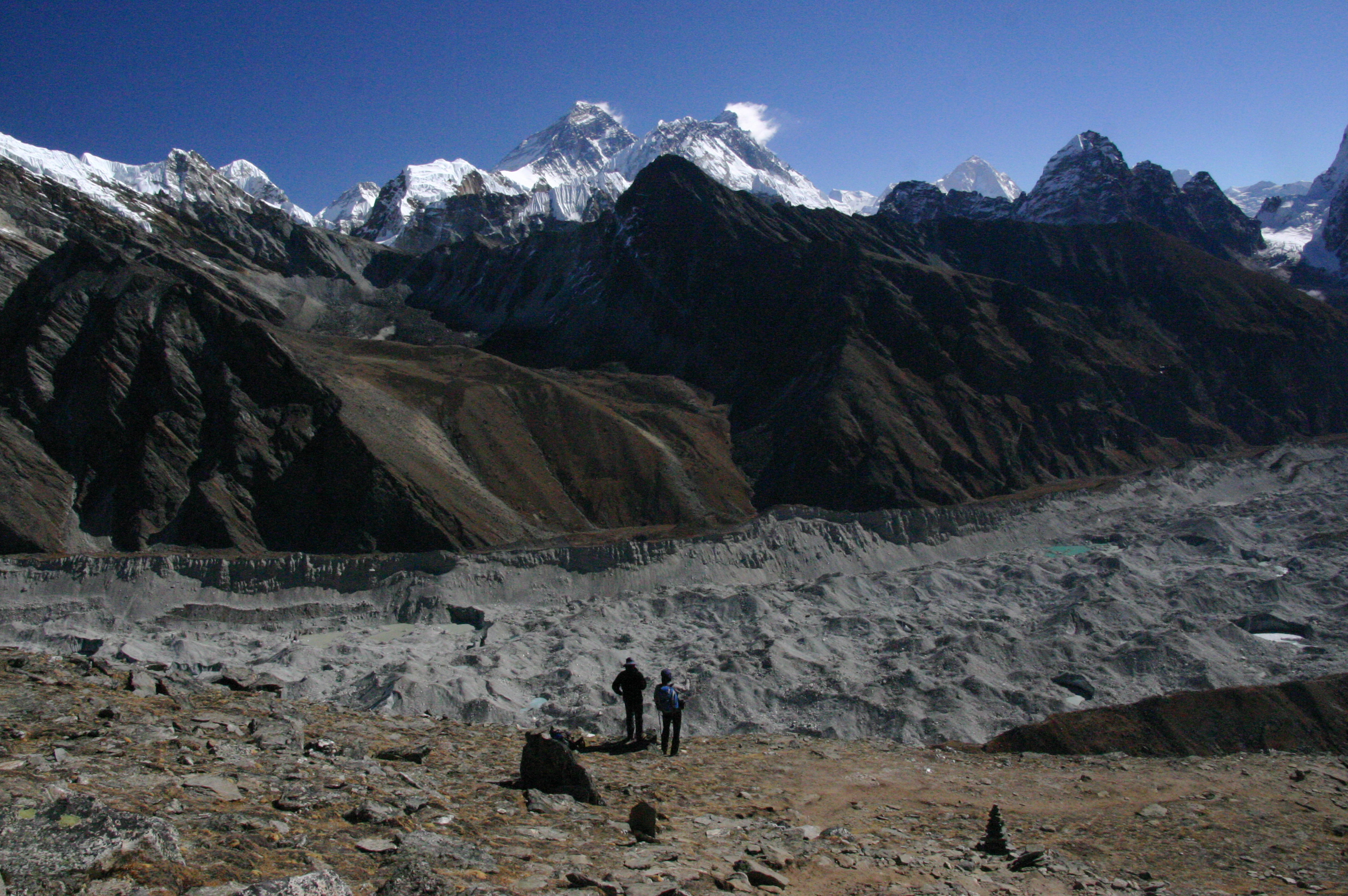
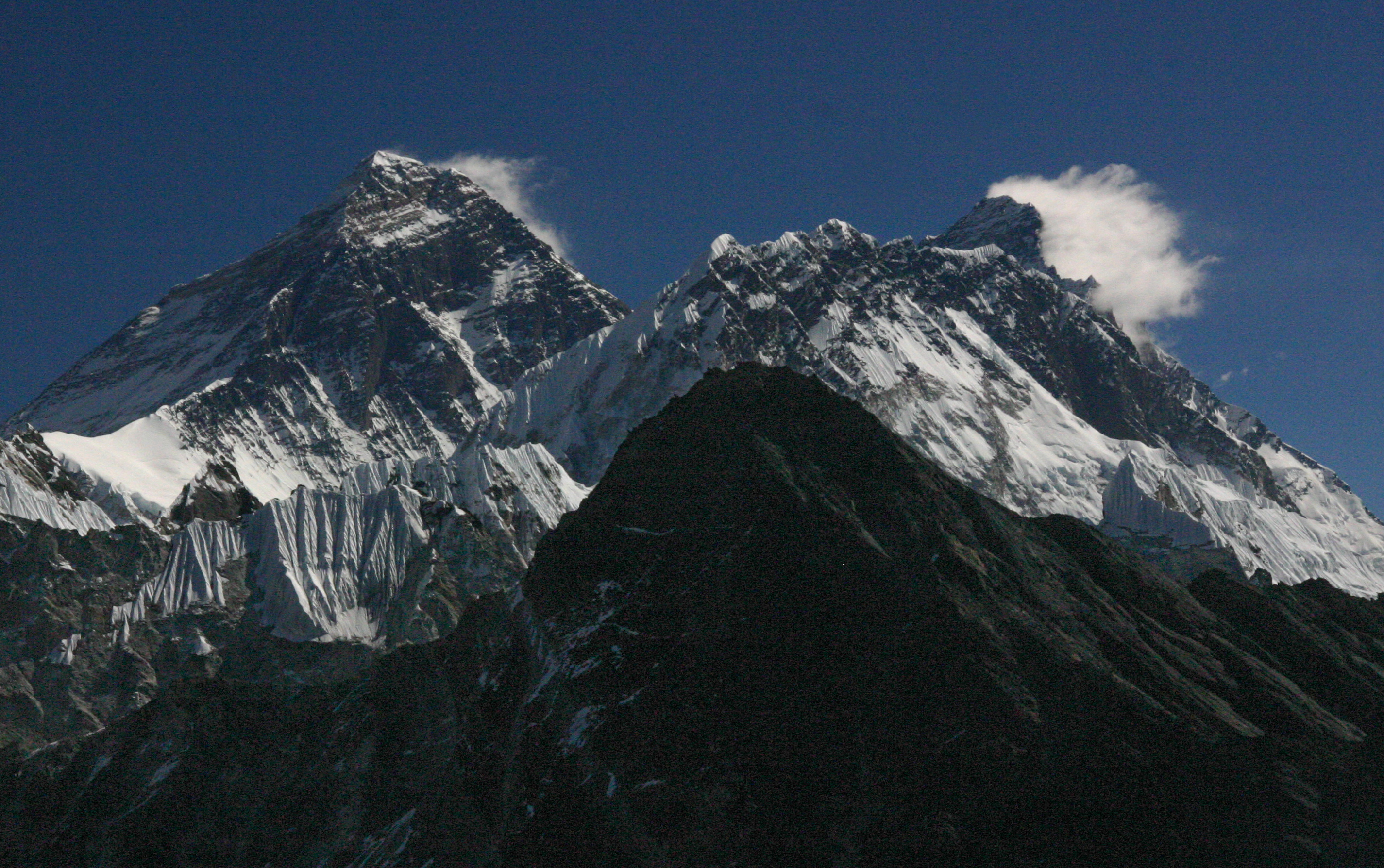
Everest-Nuptse-Lhotse